# Сумња (филм из 2008)
Сумња (енгл. „Doubt“) је америчка филмска драма из 2008. године, са Мерил Стрип у главној улози.

## Улоге
| Глумац             | Улога                 |
| ------------------ | --------------------- |
| Мерил Стрип        | сестра Алојшис Бувије |
| Филип Симор Хофман | отац Брендан Флин     |
| Ејми Адамс         | сестра Џејмс          |
| Вајола Дејвис      | гђа. Милер            |
| Џозеф Фостер       | Доналд Милер          |
| Алис Драмон        | сестра Вероника       |
| Поли Лит           | Томи Конрој           |

## Признања

### Номинације
Оскар за најбољу главну глумицу - Мерил Стрип
Оскар за најбољег споредног глумца - Филип С. Хофман
Оскар за најбољу споредну глумицу - Ејми Адамс
Оскар за најбољу споредну глумицу - Вајола Дејвис
Оскар за најбољи адаптирани сценарио

Награда BAFTA за најбољу глумицу у главној улози - Мерил Стрип
Награда BAFTA за најбољег глумца у споредној улози - Филип С. Хофман
Награда BAFTA за најбољу глумицу у споредној улози - Ејми Адамс

Златни глобус за најбољу главну глумицу - Мерил Стрип
Златни глобус за најбољег споредног глумца - Филип С. Хофман
Златни глобус за најбољу споредну глумицу - Ејми Адамс
Златни глобус за најбољу споредну глумицу - Вајола Дејвис
Златни глобус за најбољи сценарио

Награда Удружења глумаца за најбољег споредног глумца - Филип С. Хофман
Награда Удружења глумаца за најбољу споредну глумицу - Ејми Адамс
Награда Удружења глумаца за најбољу споредну глумицу - Вајола Дејвис
Награда Удружења глумаца за најбољу филмску поставу

### Награде
Награда Удружења глумаца за најбољу главну глумицу - Мерил Стрип

Награда филмске критике за најбољу главну глумицу - Мерил Стрип